# Crocidura mindorus
Crocidura mindorus — вид ссавців родини Soricidae. Це ендемік Філіппін. Про середовище проживання та екологію цього виду відомо небагато. Три зразки були зібрані у високогірному первинному лісі.